# Abraham G. Lansing

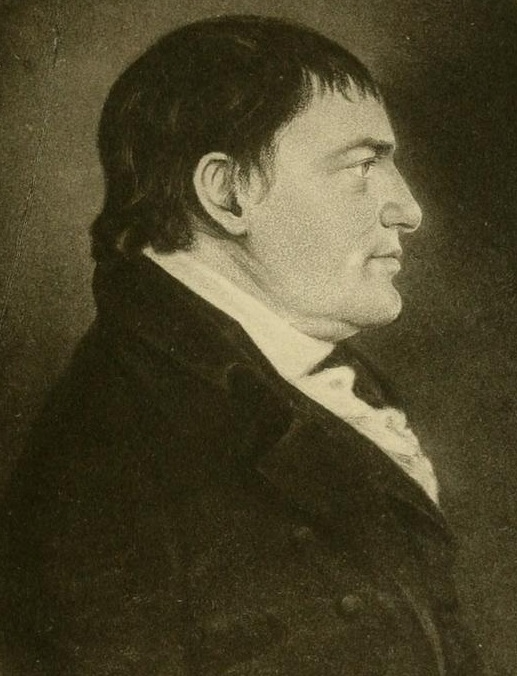
Abraham G. Lansing

Abraham Gerritse Lansing (* 12. Dezember 1756 in Albany, Provinz New York; † 15. Mai 1834 in Albany, New York) war ein US-amerikanischer Jurist und Politiker. Er war von 1803 bis 1808 und von 1810 bis 1812 Treasurer of State von New York.

## Leben
Abraham Gerritse Lansing, Sohn von Jane Waters (1728–1810) und Gerrit Jacobse Lansing (* 1711), wurde während der Regierungszeit von König Georg II. im Albany County geboren und wuchs dort auf. Über seine Jugendjahre ist nichts bekannt. Am 9. April 1779 heiratete er Susanna Yates (1762–1840) in Albany, Tochter von Abraham Yates. Das Paar bekam 13 gemeinsame Kinder. Yates war von 1787 bis 1808 als Vormundschafts- und Nachlassrichter (Surrogate) im Albany County tätig. Während dieser Zeit bekleidete er von 1803 bis 1808 und dann von 1810 bis 1812 den Posten als Treasurer of State von New York. Lansing verstarb 1834 in Albany und wurde dann auf dem Rural Cemetery in Menands (New York) beigesetzt.
Er lebte in einem Haus, welches sein Schwiegervater erbauen ließ und heute an der 358 North Market Street in Albany liegt.
Der Chancellor John Lansing war sein Bruder. Der Kongressabgeordnete Gerrit Y. Lansing war sein Sohn. Seine Tochter Susan Lansing (1804–1874) war die zweite Ehefrau des Senators Peter Gansevoort (1788–1876). Sein Enkel Abraham Lansing (1835–1899) war 1874 kommissarischer Treasurer of State von New York.